# Петеньга
Петеньга (Петенла) — река в Каргопольском районе Архангельской области России. Принадлежит бассейну реки Онега.
Длина Петеньги — 79 км. Впадает в озеро Лача.
Протекает через деревни Василёво, Дергуново, Елизарово (пересекается дорогой Р1), Дуброво.

## Притоки
(от устья к истоку)
- Беловский (левый)
- Ближний (левый)
- Звериный (левый)
- Якунин (левый)
- Чёрный (левый)
- Шильда (левый).

## Топографическая карта
- Лист карты P-37-27,28 Вингозеро. Масштаб: 1 : 100 000. Указать дату выпуска/состояния местности.